# Tylonycteris pygmaeus
A Tylonycteris pygmaeus az emlősök (Mammalia) osztályának a denevérek (Chiroptera) rendjéhez, ezen belül a kis denevérek (Microchiroptera) alrendjéhez és a simaorrú denevérek (Vespertilionidae) családjához tartozó faj. E denevért 2008-ban fedezték fel.

## Előfordulása
Hazája Délnyugat-Kína. Kevésbé dokumentált denevérfaj, így nem tudunk természetvédelmi állapotáról, az IUCN vörös listáján nem szerepel.